# Copa das Confederações FIFA de 2009
A Copa das Confederações FIFA de 2009 foi a 8ª edição deste torneio realizado pela Federação Internacional de Futebol (FIFA). Com a ideia de servir como teste para a Copa do Mundo de 2010, foi disputada na África do Sul entre 14 a 28 de junho. Teve a participação de oito seleções, sendo a do país-sede uma das convidadas e a da então atual campeã do mundo, Itália, outra convidada. As outras equipes classificaram-se através das competições continentais de cada confederação.
O Brasil sagrou-se o campeão, conquistando o seu terceiro título da competição, ao vencer a final contra os Estados Unidos por 3–2.

## Participantes

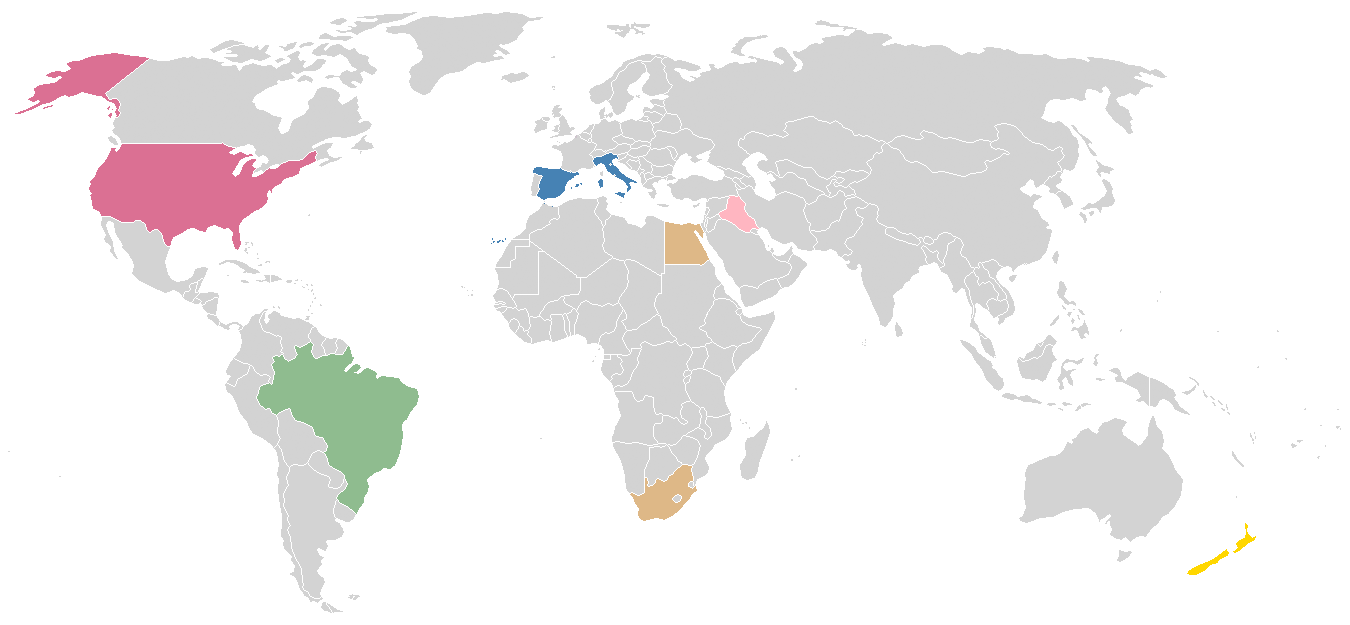
Equipes qualificadas para a competição, por confederação:
CONCACAF (Estados Unidos)
CONMEBOL (Brasil)
UEFA (Espanha e Itália)
CAF (África do Sul e Egito)
AFC (Iraque)
OFC (Nova Zelândia)

| Equipe         | Confederação | Qualificação                                 | Part. |
| -------------- | ------------ | -------------------------------------------- | ----- |
| África do Sul  | CAF          | País-sede da Copa do Mundo de 2010           | 2ª    |
| Itália         | UEFA         | Campeã da Copa do Mundo de 2006              | 1ª    |
| Estados Unidos | CONCACAF     | Campeão da Copa Ouro da CONCACAF 2007        | 4ª    |
| Brasil         | CONMEBOL     | Campeão da Copa América de 2007              | 6ª    |
| Iraque         | AFC          | Campeão da Copa da Ásia de 2007              | 1ª    |
| Egito          | CAF          | Campeão da Copa das Nações Africanas de 2008 | 2ª    |
| Espanha        | UEFA         | Campeã da Eurocopa 2008                      | 1ª    |
| Nova Zelândia  | OFC          | Campeã da Copa das Nações da OFC de 2008     | 3ª    |

## Sorteio
O sorteio que definiu os grupos da Copa das Confederações ocorreu em 22 de novembro de 2008 no Sandton Convention Centre (Centro de Convenções Sandton) em Joanesburgo. As oito equipes foram divididas em dois potes:
| Pote A África do Sul (previamente definido como A1) Brasil Itália Espanha | Pote B Egito Estados Unidos Iraque Nova Zelândia |

Equipes da mesma confederação estiveram impedidas de competir no mesmo grupo, o que automaticamente colocou o Egito no grupo B. O mesmo caso ocorreu entre Espanha e Itália que foram divididas em diferentes grupos.

## Sedes
Quatro cidades foram selecionadas como sede da Copa das Confederações de 2009. Os estádios utilizados foram os seguintes:
| Joanesburgo        | Pretória                | Bloemfontein       | Rustenburg             |
| ------------------ | ----------------------- | ------------------ | ---------------------- |
| Ellis Park Stadium | Loftus Versfeld Stadium | Free State Stadium | Royal Bafokeng Stadium |
| Capacidade: 62 567 | Capacidade: 50 000      | Capacidade: 48 000 | Capacidade: 42 000     |
|                    |                         |                    |                        |

Originalmente, o estádio Nelson Mandela Bay Stadium da cidade de Port Elizabeth também havia sido escolhido para sediar alguns jogos, mas em 8 de julho de 2008, Port Elizabeth decidiu se retirar como sede de jogos da Copa das Confederações, pois o seu estádio não estaria pronto até o prazo de 30 de março de 2009 para a competição.

## Arbitragem
Esta é a lista de árbitros e assistentes que atuaram na Copa:
| Árbitros             | Assistentes                              |
| AFC                  | AFC                                      |
| -------------------- | ---------------------------------------- |
| AUS Matthew Breeze   | AUS Matthew Cream AUS Ben Wilson         |
| CAF                  |                                          |
| BEN Coffi Codjia     | BEN Alexis Fassinou TUN Bechir Hassani   |
| SEY Eddy Maillet     | TOG Komi Konyoh CMR Evarist Menkouande   |
| CONCACAF             |                                          |
| MEX Benito Archundia | MEX Marvin Torrentera CAN Hector Vergara |

| Árbitros            | Assistentes                                 |
| CONMEBOL            | CONMEBOL                                    |
| ------------------- | ------------------------------------------- |
| CHI Pablo Pozo      | CHI Patrício Basualto CHI Francisco Mondría |
| URU Jorge Larrionda | URU Mauricio Espinosa URU Pablo Fandiño     |
| UEFA                |                                             |
| SUI Massimo Busacca | SUI Matthias Arnet SUI Francesco Buragina   |
| ENG Howard Webb     | ENG Peter Kirkup ENG Michael Mullarkey      |
| SWE Martin Hansson  | SWE Henrik Andren SWE Fredrik Nilsson       |

Originalmente os trios de arbitragem liderados por Carlos Amarilla, do Paraguai, e Carlos Batres, da Guatemala, haviam sido selecionados para a competição, mas acabaram se retirando por motivos de contusão. Foram substituidos por trios da mesma confederação, liderados por Pablo Pozo, do Chile e Benito Archundia, do México.

### Polêmica
Durante a partida entre Brasil e Egito, válida pelo grupo B, o árbitro inglês Howard Webb causou polêmica ao assinalar um pênalti para a equipe brasileira no final da partida, após marcar inicialmente um escanteio e voltar atrás na sua decisão. No lance o jogador egípcio Ahmed Al Muhamadi interceptou a bola com o braço sobre a linha após jogada de Lúcio, evitando o gol que daria a vitória aos brasileiros (o placar marcava 3 a 3). Inicialmente o árbitro ignorou o lance e marcou escanteio, para muita reclamação dos jogadores do Brasil que pediram o pênalti, mas logo após voltou atrás e marcou a penalidade e expulsou o jogador do Egito. Kaká marcou o gol que garantiu a vitória brasileira por 4 a 3. A Federação Egípcia de Futebol pediu a revisão da decisão do árbitro em marcar o penâlti, uma vez que já tinha marcado o escanteio antes e voltou atrás na decisão. Ao término do jogo o árbitro afirmou que mudou sua decisão após comunicação com o quarto árbitro, sendo então do próprio a decisão da mudança. Porém, a FIFA confirmou que o auxiliar Mike Mullarkey foi o responsável pela marcação do pênalti, devido ao privilegiado ângulo de visão que tinha no momento.

## Transmissão

### No Brasil
Desde a edição de 2001, a Rede Globo detém os direitos de transmissão de TV aberta para o Brasil da Copa das Confederações. Apesar da garantia de exclusividade, a Rede Globo cedeu os direitos televisivos à Rede Bandeirantes, com direito a alguns jogos exclusivos para a TV aberta.
Entre as emissoras de TV a cabo, o canal SporTV detém os direitos.
Doze emissoras de rádio optaram em transmitir a competição, sendo que as que possuem equipe esportiva menor, apenas transmitiram os jogos da Seleção Brasileira.[carece de fontes?]
| Televisão aberta - Rede Globo - Rede Bandeirantes | Televisão a cabo - SporTV Web - GloboEsporte.com | Rádio - Rádio Bandeirantes - Jovem Pan - Rádio Record - Rádio Globo - CBN - Rádio Gaúcha | Rádio (continuação) - Rádio Guaíba - Rádio Paiquerê - Rádio Itatiaia - Companhia FM - Rádio 730 - Rádio Clube do Pará |

### Em Portugal
Em Portugal a prova foi transmitida pela Sport TV e pela RTP.

## Fase de grupos
Todas as partidas seguem o fuso horário da África do Sul (UTC+2).

### Grupo A
| Pos. | Seleção       | Pts | J | V | E | D | GP | GC | SG |
| ---- | ------------- | --- | - | - | - | - | -- | -- | -- |
| 1    | Espanha       | 9   | 3 | 3 | 0 | 0 | 8  | 0  | +8 |
| 2    | África do Sul | 4   | 3 | 1 | 1 | 1 | 2  | 2  | 0  |
| 3    | Iraque        | 2   | 3 | 0 | 2 | 1 | 0  | 1  | –1 |
| 4    | Nova Zelândia | 1   | 3 | 0 | 1 | 2 | 0  | 7  | –7 |

| 14 de junho | África do Sul | 0 – 0     | Iraque | Ellis Park Stadium, Joanesburgo              |
| 16:00       |               | Relatório |        | Público: 48 837 Árbitro: URU Jorge Larrionda |

| 14 de junho | Nova Zelândia | 0 – 5     | Espanha                                                 | Royal Bafokeng Stadium, Rustenburg        |
| 20:30       |               | Relatório | Fernando Torres 6', 14', 17' · Fàbregas 24' · Villa 48' | Público: 21 649 Árbitro: BEN Coffi Codjia |

| 17 de junho | Espanha   | 1 – 0     | Iraque | Free State Stadium, Bloemfontein            |
| 16:00       | Villa 55' | Relatório |        | Público: 30 512 Árbitro: AUS Matthew Breeze |

| 17 de junho | África do Sul   | 2 – 0     | Nova Zelândia | Royal Bafokeng Stadium, Rustenburg            |
| 20:30       | Parker 21', 52' | Relatório |               | Público: 36 598 Árbitro: MEX Benito Archundia |

| 20 de junho | Iraque | 0 – 0     | Nova Zelândia | Ellis Park Stadium, Joanesburgo          |
| 20:30       |        | Relatório |               | Público: 23 295 Árbitro: ENG Howard Webb |

| 20 de junho | Espanha                  | 2 – 0     | África do Sul | Free State Stadium, Bloemfontein        |
| 20:30       | Villa 52' · Llorente 72' | Relatório |               | Público: 38 212 Árbitro: CHI Pablo Pozo |

### Grupo B
| Pos. | Seleção        | Pts | J | V | E | D | GP | GC | SG |
| ---- | -------------- | --- | - | - | - | - | -- | -- | -- |
| 1    | Brasil         | 9   | 3 | 3 | 0 | 0 | 10 | 3  | +7 |
| 2    | Estados Unidos | 3   | 3 | 1 | 0 | 2 | 4  | 6  | –2 |
| 3    | Itália         | 3   | 3 | 1 | 0 | 2 | 3  | 5  | –2 |
| 4    | Egito          | 3   | 3 | 1 | 0 | 2 | 4  | 7  | –3 |

| 15 de junho | Brasil                                            | 4 – 3     | Egito                      | Free State Stadium, Bloemfontein         |
| 16:00       | Kaká 5', 90' (pen.) · Luís Fabiano 12' · Juan 37' | Relatório | Zidan 9', 55' · Shawky 54' | Público: 27 851 Árbitro: ENG Howard Webb |

| 15 de junho | Estados Unidos     | 1 – 3     | Itália                          | Loftus Versfeld Stadium, Pretória       |
| 20:30       | Donovan 41' (pen.) | Relatório | Rossi 58', 90+4' · de Rossi 72' | Público: 34 341 Árbitro: CHI Pablo Pozo |

| 18 de junho | Estados Unidos | 0 – 3     | Brasil                                    | Loftus Versfeld Stadium, Pretória            |
| 16:00       |                | Relatório | Felipe Melo 7' · Robinho 20' · Maicon 62' | Público: 39 617 Árbitro: SUI Massimo Busacca |

| 18 de junho | Egito     | 1 – 0     | Itália | Ellis Park Stadium, Joanesburgo             |
| 20:30       | Homos 40' | Relatório |        | Público: 52 150 Árbitro: SWE Martin Hansson |

| 21 de junho | Itália | 0 – 3     | Brasil                                     | Loftus Versfeld Stadium, Pretória             |
| 20:30       |        | Relatório | Luís Fabiano 37', 43' · Dossena 45' (g.c.) | Público: 41 195 Árbitro: MEX Benito Archundia |

| 21 de junho | Egito | 0 – 3     | Estados Unidos                         | Royal Bafokeng Stadium, Rustenburg          |
| 20:30       |       | Relatório | Davies 21' · Bradley 63' · Dempsey 71' | Público: 23 140 Árbitro: NZL Michael Hester |

## Fase final
|  | Semifinais                 | Semifinais                |   |                          | Final                     | Final |  |
|  |                            |                           |   |                          |                           |       |  |
|  | 24 de junho – Bloemfontein |                           |   |                          |                           |       |  |
|  | Espanha                    | 0                         |   |                          |                           |       |  |
|  | Estados Unidos             | 2                         |   |                          |                           |       |  |
|  |                            |                           |   |                          |                           |       |  |
|  |                            |                           |   |                          | 28 de junho – Joanesburgo |       |  |
|  |                            |                           |   |                          | Estados Unidos            | 2     |  |
|  |                            | Brasil                    | 3 |                          |                           |       |  |
|  |                            |                           |   |                          |                           |       |  |
|  |                            |                           |   |                          |                           |       |  |
|  |                            |                           |   |                          | Terceiro lugar            |       |  |
|  | 25 de junho – Joanesburgo  | 25 de junho – Joanesburgo |   | 28 de junho – Rustenburg | 28 de junho – Rustenburg  |       |  |
|  | Brasil                     | 1                         |   | Espanha (pro)            | 3                         |       |  |
|  | África do Sul              | 0                         |   |                          | África do Sul             | 2     |  |

### Semifinais
| 24 de junho | Espanha | 0 – 2     | Estados Unidos             | Free State Stadium, Bloemfontein             |
| 20:30       |         | Relatório | Altidore 27' · Dempsey 74' | Público: 35 369 Árbitro: URU Jorge Larrionda |

| 25 de junho | Brasil           | 1 – 0     | África do Sul | Ellis Park Stadium, Joanesburgo              |
| 20:30       | Daniel Alves 88' | Relatório |               | Público: 48 049 Árbitro: SUI Massimo Busacca |

### Disputa pelo 3º lugar
| 28 de junho | Espanha                           | 3 – 2 (pro) | África do Sul     | Royal Bafokeng Stadium, Rustenburg          |
| 15:00       | Güiza 88', 89' · Xabi Alonso 107' | Relatório   | Mphela 73', 90+3' | Público: 31 788 Árbitro: AUS Matthew Breeze |

### Final
| 28 de junho | Estados Unidos            | 2 – 3     | Brasil                            | Ellis Park Stadium, Joanesburgo             |
| 20:30       | Dempsey 10' · Donovan 27' | Relatório | Luís Fabiano 46', 74' · Lúcio 84' | Público: 52 291 Árbitro: SWE Martin Hansson |

## Premiações
| Campeão da Copa das Confederações FIFA 2009 |
| ------------------------------------------- |
| Brasil (3º título)                          |

| Chuteira de Ouro | Bola de Ouro | Luva de Ouro | Troféu FIFA Fair Play |
| ---------------- | ------------ | ------------ | --------------------- |
| Luís Fabiano     | Kaká         | Tim Howard   | Brasil                |

Equipe do campeonato
| Guarda-Redes | Defesas                                          | Médios                                     | Avançados                                      |
| ------------ | ------------------------------------------------ | ------------------------------------------ | ---------------------------------------------- |
| - Tim Howard | - Joan Capdevila - Carles Puyol - Lúcio - Maicon | - Kaká - Mohamed Aboutrika - Clint Dempsey | - David Villa - Fernando Torres - Luís Fabiano |

## Artilharia
| 5 gols (1) - BRA Luís Fabiano 3 gols (3) - ESP David Villa - ESP Fernando Torres - USA Clint Dempsey 2 gols (7) - BRA Kaká - EGY Mohamed Zidan - ESP Daniel Güiza - ITA Giuseppe Rossi | 2 gols (continuação) - RSA Bernard Parker - RSA Katlego Mphela - USA Landon Donovan 1 gol (15) - BRA Daniel Alves - BRA Felipe Melo - BRA Juan - BRA Lúcio - BRA Maicon - BRA Robinho - EGY Mohamed Homos | 1 gol (continuação) - EGY Mohamed Shawky - ESP Fernando Llorente - ESP Francesc Fàbregas - ESP Xabi Alonso - ITA Daniele De Rossi - USA Charlie Davies - USA Jozy Altidore - USA Michael Bradley Gol contra (1) - ITA Andrea Dossena (para o Brasil) |